# Janusz Kulas
Janusz Kulas ps. „Eddie Polo”, „Włoski Bandyta” (ur. 6 grudnia 1936 w Poznaniu, zm. 8 grudnia 1972 tamże) – robotnik, uczestnik Poznańskiego Czerwca, niezłomny uczestnik „procesu dziesięciu”, ofiara prześladowań w PRL. 

## Życiorys
Janusz Kulas urodził się w 1936 roku w Poznaniu. Ukończył I klasę Technikum Budowy Taboru Kolejowego. Przed Poznańskim Czerwcem pracował jako kierowca Przedsiębiorstwa Transportowego Budownictwa Miejskiego oraz był konikiem (zajmował się rozprowadzaniem biletów kinowych po zawyżonych cenach).  
W dniu 28 czerwca 1956 roku pod jego wpływem pracownicy przedsiębiorstwa przyłączyli się do trwających w Poznaniu pokojowych demonstracji. Janusz Kulas stał w ich pierwszym szeregu niosąc transparent „Żądamy chleba”. Po rozpoczęciu walk brał udział w zdobyciu broni w Studium Wojskowym Wyższej Szkoły Rolniczej, rozbrojeniu VII Komisariatu MO przy ul. Grunwaldzkiej 34 oraz w walkach na ul. Dąbrowskiego. Podczas walk na ul. Dąbrowskiego Janusz Kulas brał udział w zdobyciu czołgu i bezskutecznie próbował go uruchomić. Po stłumieniu społecznego buntu został aresztowany 30 czerwca 1956 roku. Podczas śledztwa pod wpływem tortur złożył zeznania w których obciążył innych uczestników demonstracji i walk. 
„Proces dziesięciu” (in. grupy Kulasa) rozpoczął się 5 października 1956 roku w Sądzie Wojewódzkim w Poznaniu; procesowi przewodniczył sędzia Dionizy Piotrowski. Prokurator Czesław Borkowski wraz z dwoma prokuratorami spoza Poznania, oskarżył Janusza Kulasa i dziewięciu pozostałych oskarżonych m.in. o napad na placówkę MO i zakwalifikował ten czyn jako podlegający art.1 małego kodeksu karnego i zagrożony karą od 10 lat więzienia do dożywocia lub karze śmierci. Obrońcą Janusza Kulasa był Władysław Banaczyk. Janusz Kulas podczas procesu zachowywał się z godnością i twardo bronił swojego stanowiska, ponadto wykazywał się poczuciem humoru. Po jedenastu dniach sąd zakończył proces i wyznaczył wydanie wyroku na 22 października 1956 roku. Wobec rozpoczynającej się odwilży, zasygnalizowanym przemówieniem Władysława Gomułki, sędzia początkowo wznowił proces, a następnie go zawiesił, aby już nigdy nie wznowić. 
Podczas zawieszenia procesu jeden ze strażników ugodził Janusza Kulasa w celi nożem w brzuch poważnie go raniąc. Pod koniec października 1956 roku zostaje zwolniony z aresztu. Po zwolnieniu z aresztu został zmuszony do opuszczenia Poznania i pracował dalej jako kierowca w Państwowym Przedsiębiorstwie Fotogrametrii. W 1957 roku został powołany do wojska, jednakże z powodu szykan odmówił służby i został skazany na więzienie lub pobyt w oddziale karnym w Szczecinie, który opuścił 28 października 1957 roku. Następnie, aż do śmierci w 1972 roku pracował jako kierowca, stale był inwigilowany i szykanowany przez Służbę Bezpieczeństwa (SB), musiał z tego powodu kilkakrotnie zmieniać pracę. Zmarł w niejasnych okolicznościach 8 grudnia 1972 roku. Został pochowany na Cmentarzu Junikowo w Poznaniu.

## Życie prywatne
Syn żołnierza wojny obronnej 1939 roku Józefa Kulasa i Anieli Just. Żonaty (1958) z Eugenią Marią Zajdel (ur. 1937), miał troje dzieci: córkę Wiolettę oraz dwóch synów Piotra i Janusza. 

## Upamiętnienie
- znaczek oraz blok Poczty Polskiej (nr 4101 oraz blok 170), przedstawiający zdjęcie robotników maszerujących ul. Armii Czerwonej (obecnie Święty Marcin) i wśród nich Janusza Kulasa niosącego transparent wykonane w technice stalorytu i [rotograwiury (2006)[18],
- ulica w Poznaniu znajdująca się pomiędzy ulicą Solną a ulicą Stanisława Hejmowskiego, nosi jego imię (2016)[19],
- tablica pamiątkowa z biogramem u zbiegu ulic Janusza Kulasa i Stanisława Hejmowskiego (2018)[20].